# 西浦駅 (大阪府)
西浦駅（にしうらえき）は、大阪府南河内郡西浦村（現・羽曳野市）にあった、大阪鉄道長野線の鉄道駅（廃駅）である。

## 歴史
- 1911年（明治44年）8月15日：河南鉄道の古市 - 喜志間に西浦駅として新設開業。
- 1919年（大正8年）3月8日：河南鉄道が大阪鉄道に社名変更、同社の駅となる。
- 1920年（大正9年）4月16日：宮前駅・川西駅と共に廃止。

## 駅構造
単式ホーム1面1線の地上駅。棒線駅のため、河内長野行きと柏原方面行きが同一ホームに発着する。

## 駅周辺
当項では駅廃止後の周辺施設や主要道路を解説する。
- 利雁神社（美具久留御魂神社境内社）
- 食とみどり技術センター（農林センター）
- 羽曳野市立市民プール
- サンプラザ古市南店
- 南阪奈道路羽曳野インターチェンジ
- 国道170号（大阪外環状線）

## 隣の駅
大阪鉄道
長野線
古市駅 - 西浦駅 - 喜志駅